# Arismendy Peguero
Arismendy Peguero (La Romana, 2 augustus 1980) is een Dominicaanse atleet, die is gespecialiseerd in de 400 m en als estafetteloper op de 4 x 400 m estafette.
Arismendy Peguero nam verschillende malen deel aan de Ibero-Amerikaanse kampioenschappen. Zijn beste prestatie leverde hij in 2006 door op de 400 m een zilveren medaille te winnen bij de Centraal-Amerikaanse Spelen. Hier behaalde hij ook de finale op de 200 m, maar moest genoegen nemen met een zesde plaats. Op de 4 x 400 m estafette veroverde hij zijn tweede bronzen medaille van dit toernooi.
In 2007 kwalificeerde Peguero zich voor de wereldkampioenschappen atletiek 2007 in Osaka. Hier sneuvelde hij op de 400 m individueel in de halve finale. Op de 4 x 400 m estafette eindigde hij met zijn teamgenoten Félix Sánchez, Carlos Santa en Yoel Tapia op een zevende plaats in een tijd van 3.03,56.
Op de wereldkampioenschappen indooratletiek 2008 in het Spaanse Valencia won Arismendy Peguero met zijn teamgenoten Carlos Santa, Pedro Mejia en Yoel Tapia als startloper een bronzen medaille op de 4 x 400 m estafette. Met een nieuw nationaal record van 3.07,77 eindigde het team achter de estafetteploegen uit Amerika (goud; 3.06,79) en Jamaica (zilver; 3.07,69). Op de Olympische Spelen van 2008 in Peking sneuvelde hij in de series van de 400 m met een tijd van 46,28. Ook op de 4 x 400 m estafette haalde de Dominicaanse ploeg met Peguero in de gelederen de finale niet.
Beter verging het hen in 2009 bij de wereldkampioenschappen in Berlijn. Dit keer haalden ze de finale weer wél en daarin eindigden Arismendy Peguero, Yon Soriano, Yoel Tapia en Félix Sánchez op de zesde plaats in 3.02,47.

## Persoonlijke records
Outdoor
| Onderdeel | Prestatie | Datum            | Plaats        |
| --------- | --------- | ---------------- | ------------- |
| 200 m     | 21,01 s   | 5 april 2009     | Santo Domingo |
| 400 m     | 44,92 s   | 28 augustus 2007 | Osaka         |

Indoor
| Onderdeel | Prestatie | Datum           | Plaats |
| --------- | --------- | --------------- | ------ |
| 60 m      | 6,96 s    | 3 februari 2007 | Bergen |
| 200 m     | 21,38 s   | 30 januari 2007 | Wenen  |
| 400 m     | 46,73 s   | 30 januari 2007 | Wenen  |

## Palmares

### 200 m
- 2006: 6e Ibero-Amerikaanse kampioenschappen - 21,15 s

### 400 m
- 2004: 4e Ibero-Amerikaanse kampioenschappen - 45,63 s
- 2006:  Ibero-Amerikaanse kampioenschappen - 45,91 s
- 2007: 7e in ½ fin. WK - 45,54 s
- 2008: 6e in serie OS - 46,28 s
- 2013: 5e Centraal-Amerikaanse en Caribische kamp. - 46,90 s

### 4 x 400 m estafette
- 2003:  Pan-Amerikaanse Spelen - 3.02,02
- 2006: 5e WK indoor - 3.08,47
- 2006:  Centraal-Amerikaanse Spelen - 3.03,25
- 2007:  Pan-Amerikaanse Spelen - 3.02,48
- 2007: 7e WK - 3.03,56
- 2008:  WK indoor - 3.07,77 (nat. rec.)
- 2009: 6e WK - 3.02,47
- 2010: DQ WK indoor
- 2013:  Centraal-Amerikaanse en Caribische kamp. - 3.02,82
- 2013: 14e in series WK - 3.03,61